# Henry F. May
Henry Farnum May (27 mars 1915 - 29 septembre 2012) est un historien américain et professeur d'histoire Margaret Byrne à l'Université de Californie à Berkeley.

## Biographie
Henry May est le fils de Henry F. May, avocat, et de May (Rickard) May. Né à Denver, Colorado, il grandit à Berkeley, Californie, et passe une année formatrice en Europe avec sa famille. Il épouse Jean Louise Terrace le 18 juin 1941 et ils ont deux enfants. Il obtient un BA de l'Université de Californie à Berkeley (1937), une maîtrise (1938) et un doctorat (1947) de l'Université Harvard. Il est professeur d'histoire au Lawrence College de 1941 à 1942, et de 1942 à 1945, il est traducteur de langue japonaise dans la Réserve navale des États-Unis. Il est professeur adjoint, puis professeur associé au Scripps College de 1947 à 1949 et enseigne comme professeur associé invité au Bowdoin College de 1950 à 1951. Il enseigne à Berkeley de 1952 jusqu'à sa retraite en 1980, et est président du département d'histoire pendant le mouvement pour la liberté d'expression de 1964. Les travaux de May portent principalement sur l'histoire intellectuelle et religieuse américaine, mais il écrit également sur sa jeunesse à Berkeley et ses expériences en tant qu'étudiant diplômé à Harvard dans les années 1930.
Deux des livres de May sont importants. The End of American Innocence: A Study of the First Years of Our Own Time, 1912-1917, publié en 1959, « affirmait que les rébellions culturelles des années 1920 étaient bien en cours avant la Première Guerre mondiale et que ces rébellions dépendaient moins des l'impact de la guerre que les érudits antérieurs ne l'avaient supposé. The Enlightenment in America (1976), qui remporte le prix Merle Curti de l'Organisation des historiens américains, soutient que la culture protestante de l'Amérique de la fin du XVIIIe siècle est « remarquablement différente de ses équivalents européens ». May reçoit de l'Organisation des historiens américains son Distinguished Service Award en 1997. Il est également membre élu de l'Académie américaine des arts et des sciences.
Les archives de May sont détenus par l'Université de Californie à Berkeley.